# تشارلي باستيان
تشارلي باستيان (بالإنجليزية: Charlie Bastian)‏ هو لاعب كرة قاعدة أمريكي، ولد في 4 يوليو 1860 في فيلادلفيا في الولايات المتحدة، وتوفي في 18 يناير 1932 في Pennsauken Township, New Jersey ‏ في الولايات المتحدة.

## وصلات خارجية
- تشارلي باستيان على موقعبيزبول رفرنس.كوم (الدوري الرئيسي) (الإنجليزية)
- تشارلي باستيان على موقعبيزبول رفرنس.كوم (الدوري الثانوي) (الإنجليزية)